# Satélite pastor
Satélites pastores ou luas pastores são pequenos satélites que têm sua órbita próxima a anéis planetários e confinam estes anéis através de interações gravitacionais. Exemplos de satélites pastores incluem Prometeu e Pandora, satélites de Saturno que "pastoreiam" o seu estreito e mais externo anel, o anel F.

Prometeu (à direita) e Pandora (à esquerda) orbitam perto do anel F de Saturno, mas acredita-se que apenas Prometeu atue como pastor.